# Gustave Fourcault
Pour les articles homonymes, voir Fourcault.
Gustave Adolphe Jean Baptiste Fourcault (Petit-Rechain, 18 avril 1861 – Golfe de Gascogne, 19 avril 1906) était un officier de marine belge, commandant du premier navire-école belge, le Comte de Smet de Naeyer, ayant tragiquement fait naufrage dans le golfe de Gascogne lors du premier voyage du navire le 19 avril 1906.

## Carrière
Dès son plus jeune âge, Gustave Fourcault navigue sur des voiliers anglais.
Le 27 mai 1882, il est nommé officier formateur des navires de croisière de l'État.
Le 26 septembre 1882, il est mis en probation comme lieutenant, à l'âge de 21 ans. Le 31 mars 1883, il est nommé définitivement au poste de lieutenant.
Le 30 juin 1887, il est nommé premier lieutenant.
Début août 1888, il part en mission pour le compte du roi Léopold II, sous les ordres du colonel explorateur baron Auguste Lahure, sur la côte sud du Maroc, pour y établir un point de ravitaillement et une escale pour le service de ferry Anvers - Matadi.
Le 31 décembre 1890, il est promu commandant de 2e classe.
Dans les années 1890-1904, il assume le service sur la ligne Ostende-Douvres[réf. à confirmer], ainsi que le service de surveillance des pêcheries en mer du Nord.
À partir de 1900, le roi Léopold II envisageait de créer une école maritime belge. Ce n'est qu'en 1903 que l'Association maritime belge dispose de suffisamment d'argent pour commander un navire-école au chantier naval Grangemouth & Greenock Dockyard Company de Greenock (Écosse), dénommé plus tard Greenock Dockyard Company. Mais en août 1904, Fourcault refuse la mise en service du navire en raison de défauts constatés (Avant la mise en service, un nouveau navire subit des essais en mer afin d'identifier tout problème nécessitant une correction). Sous de fortes pressions, il accepta la nomination comme capitaine du navire en décembre 1904.
Il fut le premier commandant (de 1905 à 1906) au service de l'Association maritime belge, et commandant du premier navire-école belge, le Comte de Smet de Naeyer.
Le gouvernement encourage cette initiative et le ministre du Commerce et de l'Industrie Gustave Francotte adresse son allocution aux cadets avant le départ le 11 avril 1906 d'Anvers (Photo) .
Lors du naufrage de ce navire le 19 avril 1906 dans le golfe de Gascogne, le jour suivant son 45e anniversaire, Fourcault reste sur le bateau en train de sombrer (dans la tradition « Le capitaine sombre avec son navire ») pendant que l'embarcation de sauvetage tente de sauver l'équipage, et meurt en service. Le naufrage fait 33 morts, dont 18 cadets.

## Hommages
En commémoration du naufrage du premier navire-école Comte de Smet de Naeyer survenu le 19 avril 1906, un monument aux morts (Sculpteur : Charles Samuel - Architecte : Joseph Van Neck) est inauguré le 19 avril 1912, place Jean Jacobs à Bruxelles, à quelques mètres du Palais de Justice. Sur un socle assez élevé, une femme en pied se penche affectueusement vers un jeune garçon, de quelque quinze ans,,.
En 1968, un navire est construit par le chantier naval de Rupelmonde, pour le gouvernement belge. Devenu bateau-école de l'Ecole Supérieure de Navigation d'Anvers, il est rebaptisé Commandant Fourcault en 1987, en hommage au courageux commandant du bateau-école Comte de Smet de Naeyer, puis vendu en 2000. En escale au port de Brest en 2011, le navire est visité par le site français Marine marchande.net. (Description et photos). Il est désigné comme patrimoine maritime de la Flandre depuis le 16 juin 2017.